# Paralelní světy (film, 2012)
Paralelní světy (v anglickém originále Upside Down, doslova „vzhůru nohama“, francouzsky Un monde à l'envers) je kanadsko-francouzský film z roku 2012. Fantaskní romantické drama natočil podle vlastního scénáře argentinský režisér Juan Diego Solanas, s Jimem Sturgessem a Kirsten Dunstovou v hlavních rolích romantického páru pocházejícího z odlišných, vzájemně protilehlých světů. 
Ve Francii film uvedla společnost Warner Bros. France od 1. května 2013. Do amerických kin jej jen v omezeném rozsahu přinesla společnost Millennium Entertainment od 15. března 2013. V českém znění jej premiérovala 31. ledna 2013 distribuční společnost Hollywood Classic Entertainment.

## Obsazení
| Jim Sturgess     | Adam Kirk                              |
| Kirsten Dunstová | Eden Mooreová                          |
| Timothy Spall    | Bob Boruchowitz, Adamův spolupracovník |
| Blu Mankuma      | Albert                                 |
| Nicholas Rose    | Pablo                                  |
| James Kidnie     | Lagavullan                             |
| Vlasta Vrana     | pan Hunt                               |
| Kate Trotter     | Becky                                  |
| Holly O'Brien    | Paula                                  |
| Elliott Larson   | dvanáctiletý Adam                      |
| Maurane Arcand   | desetiletá Eden                        |